# Feria Internacional de Poznan

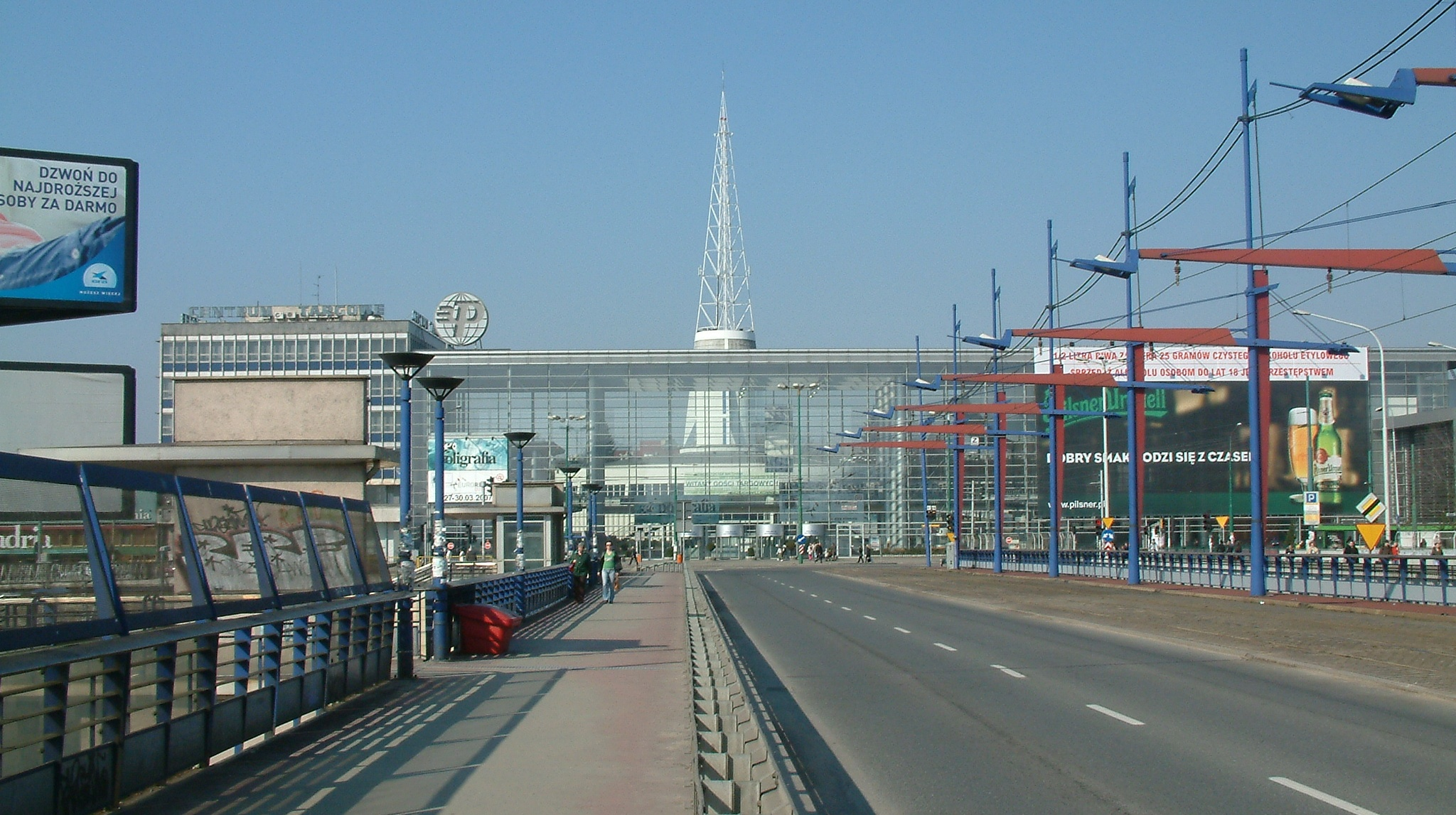
Vista a la entrada principal a la zona de Feria de Poznan.

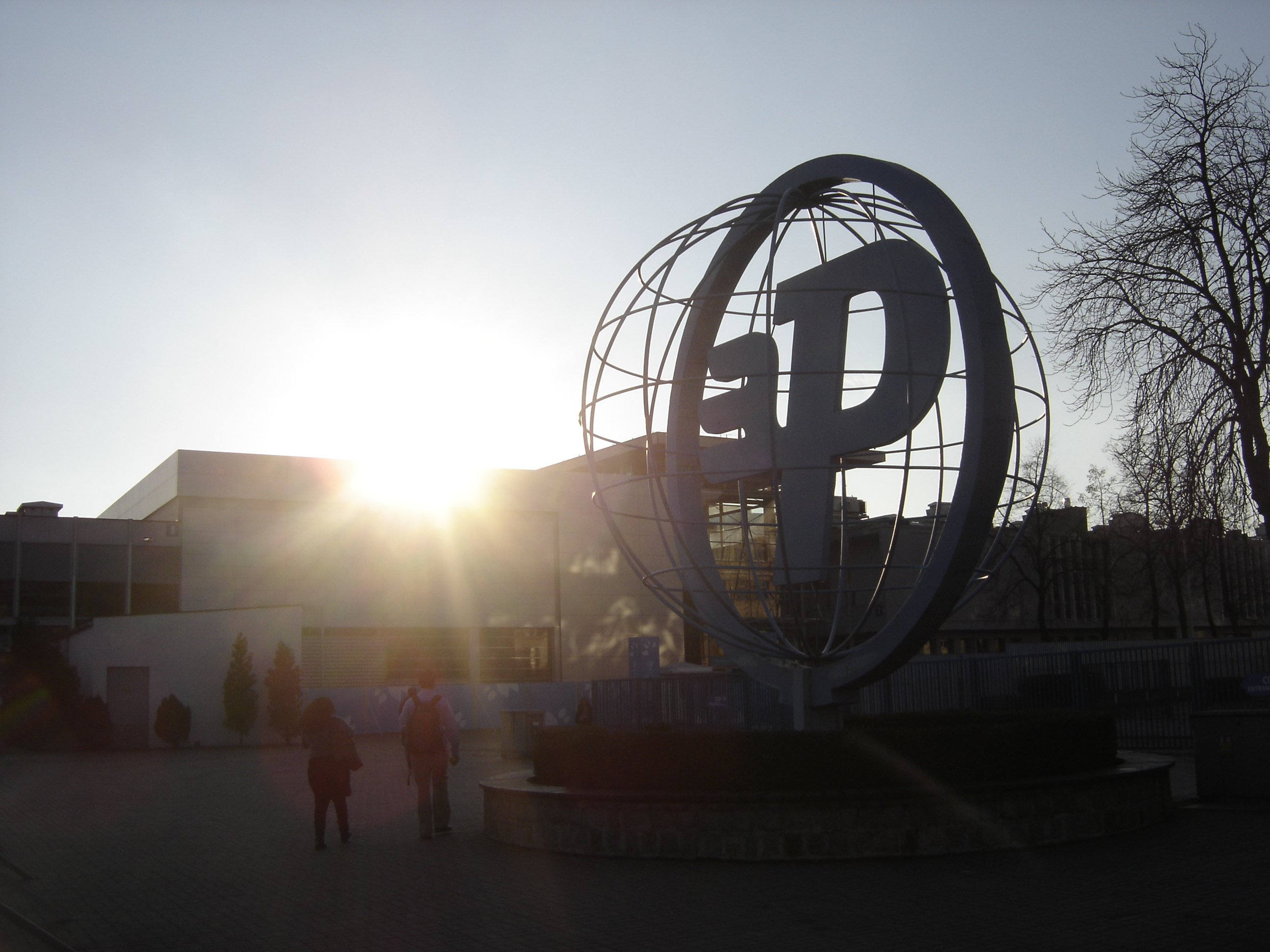
Bola - símbolo de la Feria de Poznan.

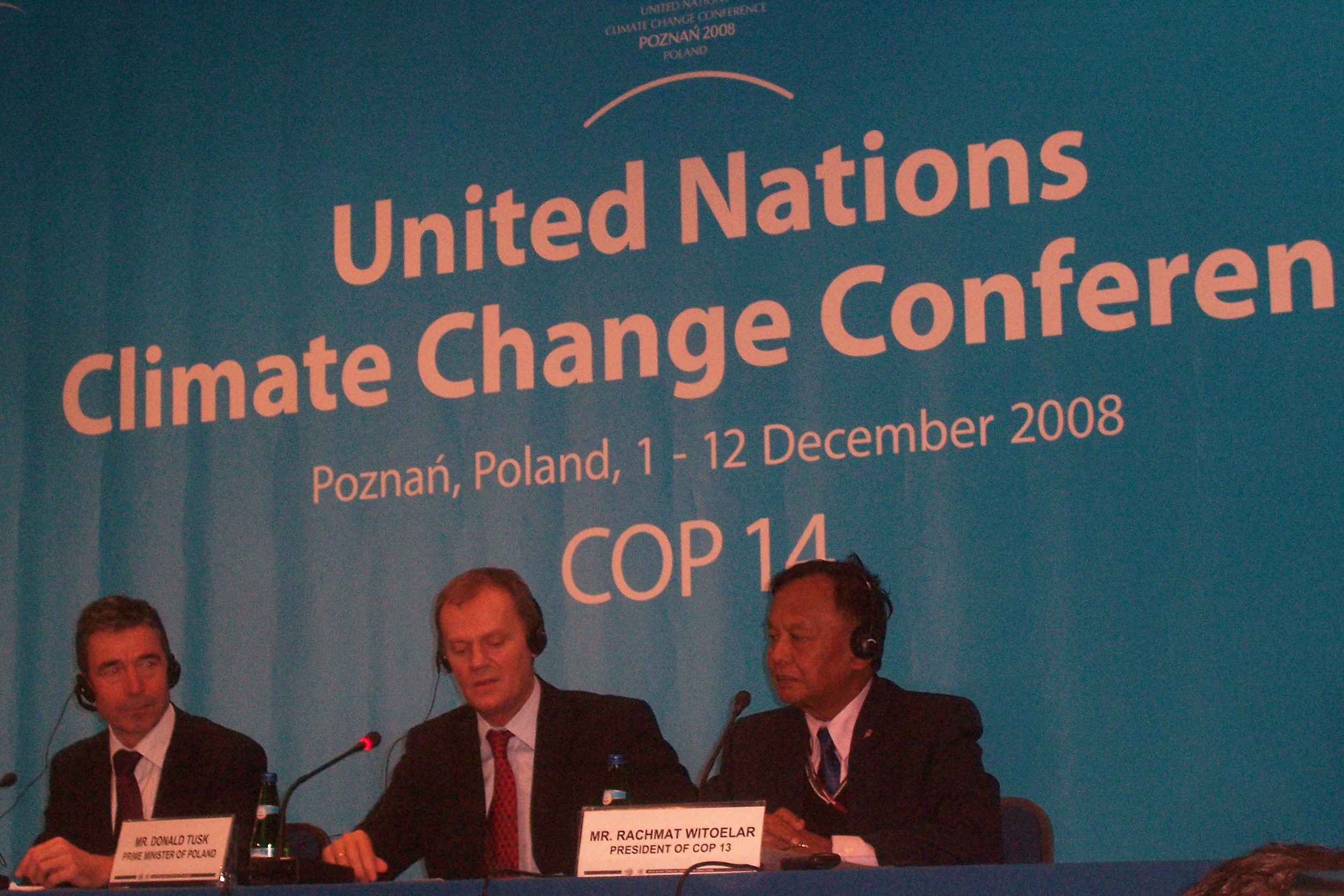
Primera entrevista de prensa en la COP-14 (A.F. Rasmussen, Donald Tusk, Rachmat Witoelar).

Feria Internacional de Poznan es la feria más conocida e internacional de Polonia del sector de bienes industriales. Se trata de las ferias con mayor tradición en el país (desde 1921). Es también el nombre del organizador más importante de ferias de muestras, congresos y otros eventos en Polonia (polaco. Miedzynarodowe Targi Poznanskie - MTP, inglés. Poznan International Fair). Cada año atraen 500 000 de visitantes, lo que representa el 50 % del mercado ferial polaco y garantiza a Poznan el segundo lugar entre las ciudades más importantes del turismo de negocios en toda Europa Central y del Este.
En diciembre de 2008 la 14a Conferencia de la ONU sobre el cambio climático la COP-14 (la cumbre de Poznan) tuvo lugar en la zona de Feria de Poznan.

## Calendario 2009
| Nombre español                                   | Nombre original                      | Fecha         |
| ------------------------------------------------ | ------------------------------------ | ------------- |
| Feria Internacional de Soldadura                 | Welding                              | 16 - 19.06.09 |
| Exposición Internacional de Máquinas-Herramienta | Mach-Tool                            | 16 - 19.06.09 |
| Feria de la Tecnología de Superficie             | Surfex                               | 16 - 19.06.09 |
| Feria de ropa y tejidos                          | Tex-Style                            | 02 - 04.09.09 |
| Feria Internacional de lavandería y moda de baño | Body Style                           | 02 - 04.09.09 |
| Feria Internacional de ganadería y agricultura   | FARMA                                | 02 - 04.10.09 |
| Feria Internacional de Turismo                   | TOUR SALON                           | 21 - 24.10.09 |
| Exposiciones de arte y objetos artísticos        | Festival of Art and Artistic Objects | 04 - 05.12.09 |
| Feria Internacional de la Construcción           | BUDMA                                | 19 - 22.01.10 |